# 廣電宮島口站
廣電宮島口站（日语：／ Hiroden-miyajima-guchi eki */?）是位於廣島縣廿日市市宮島口一丁目12番34號，廣島電鐵的宮島線車站。
此站為宮島線的終點站，是最接近世界遺產嚴島神社的车站。嚴島神社位於嚴島（宮島），於站前設有連絡船（宮島航路）前往嚴島。有關渡輪乘船場參見宮島口渡輪乘船場。

## 歷史

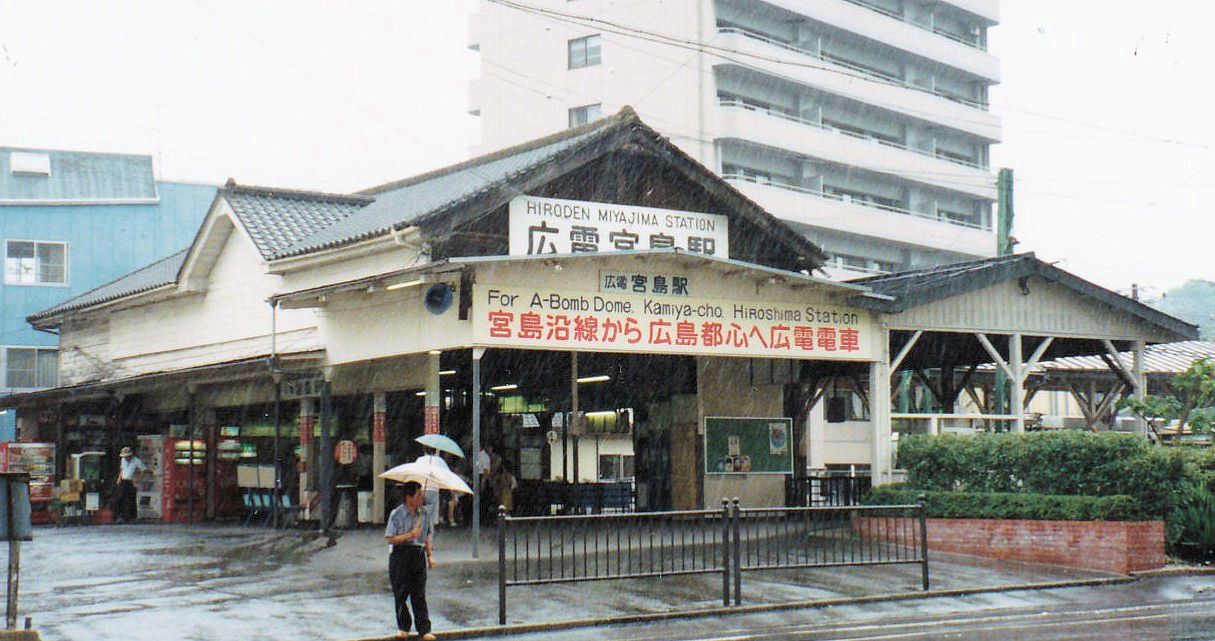
翻新和改名為前車站大樓（1991年8月）

在1931年（昭和6年），廣島電鐵的前身廣島瓦斯電軌宮島線新宮島站至此站之間開通，此站啟用。在此路段為宮島線最後一段啟用的路段。在車站啟用當時名為電車宮島站（日语：／），使用電車宮島站是為了區別宮島線與鐵道省（國有鐵道）聯絡運輸的宮島站。在此站啟用時，鐵道省宮島口站已經設有航線前往宮島（宮島連絡船），因此宮島線也可轉乘該航線，而當時由廣島瓦斯電軌，來往新宮島站與宮島的航線在新宮島站前延長至電車宮島口站時廢止。
宮島線當初全線為雙線鐵路。在太平洋戰爭下，在1944年（昭和19年）從電車廿日市站至此站之間的下行線被撤走，變成單線鐵路。被撒走的路軌用作建設皆實線，在該區間較少乘客使用。路線在戰後1950年（昭和25年）回復雙線鐵路。
車站名稱在1961年（昭和36年）改名為廣電宮島站（日语：／）。在1942年（昭和17年），國有鐵道的宮島站改名為宮島口站。此站在2001年（平成13年）改名為廣電宮島口站。

### 年表
- 1931年（昭和6年）2月1日 - 新宮島至此站之間開通，宮島線全線開通，此站啟用。當時車站名為電車宮島站[4]。當時設有車站大樓[10]。
- 1944年（昭和19年）7月21日 - 宮島線電車廿日市站至此站之間由雙線鐵路變為單線鐵路[4]。
- 1950年（昭和25年）7月24日 - 電車廿日市站至此站之間回復至雙線鐵路[4]。
- 1961年（昭和36年）6月1日 - 車站改名為廣電宮島站[4]。
- 1983年（昭和58年）6月24日 - 新設低地台的4號月台[11]（後來廢止）。
- 1994年（平成6年）7月20日 - 翻新車站大樓[12]。
- 2001年（平成13年）11月1日 - 車站改名為廣電宮島口站[4]。
- 2022年（令和4年）7月2日- 車站將搬遷至渡輪碼頭附近並開放[13]，並取消工作人員取票[14]。

## 車站構造

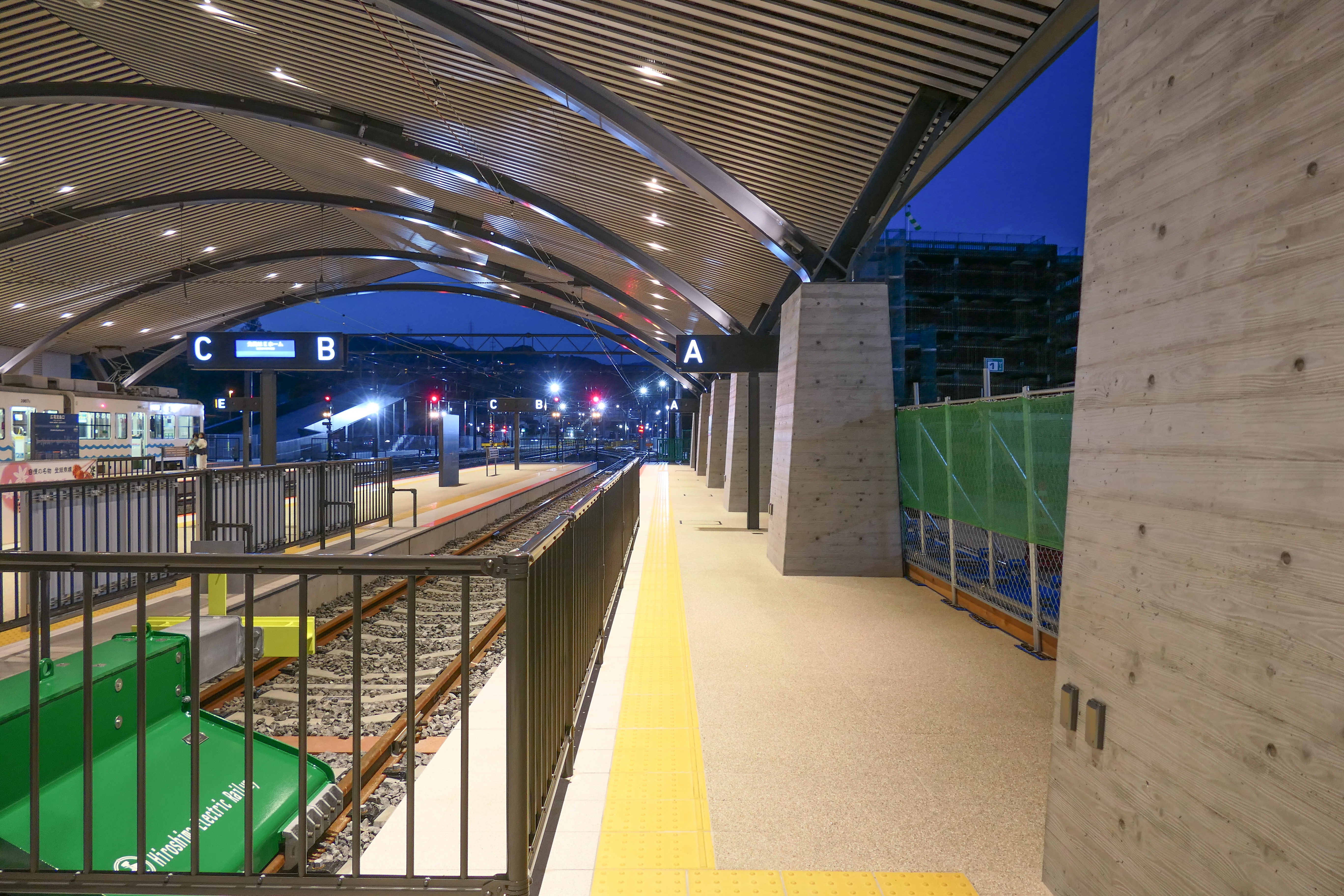
A月台(專用下車月台)
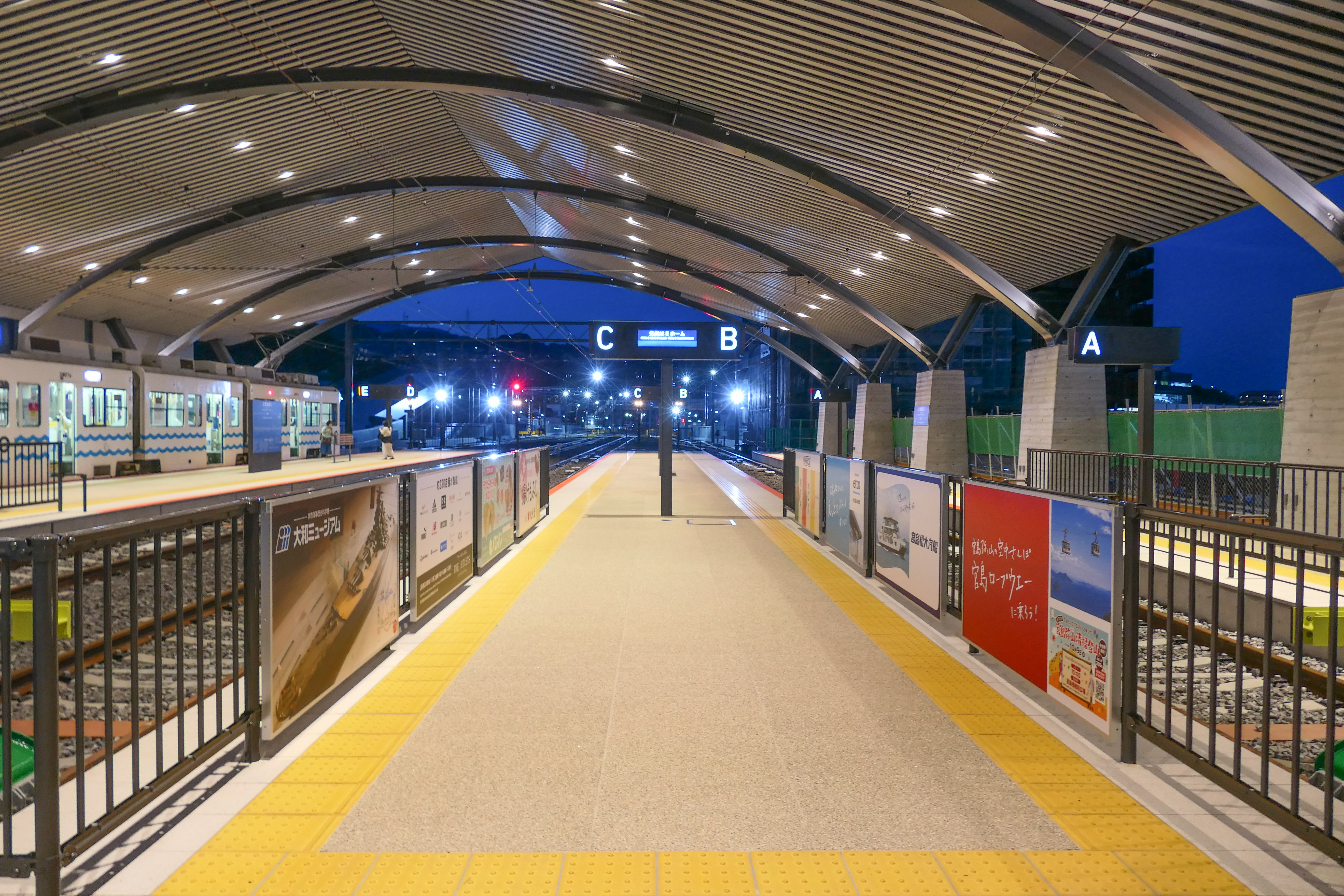
B、C月台
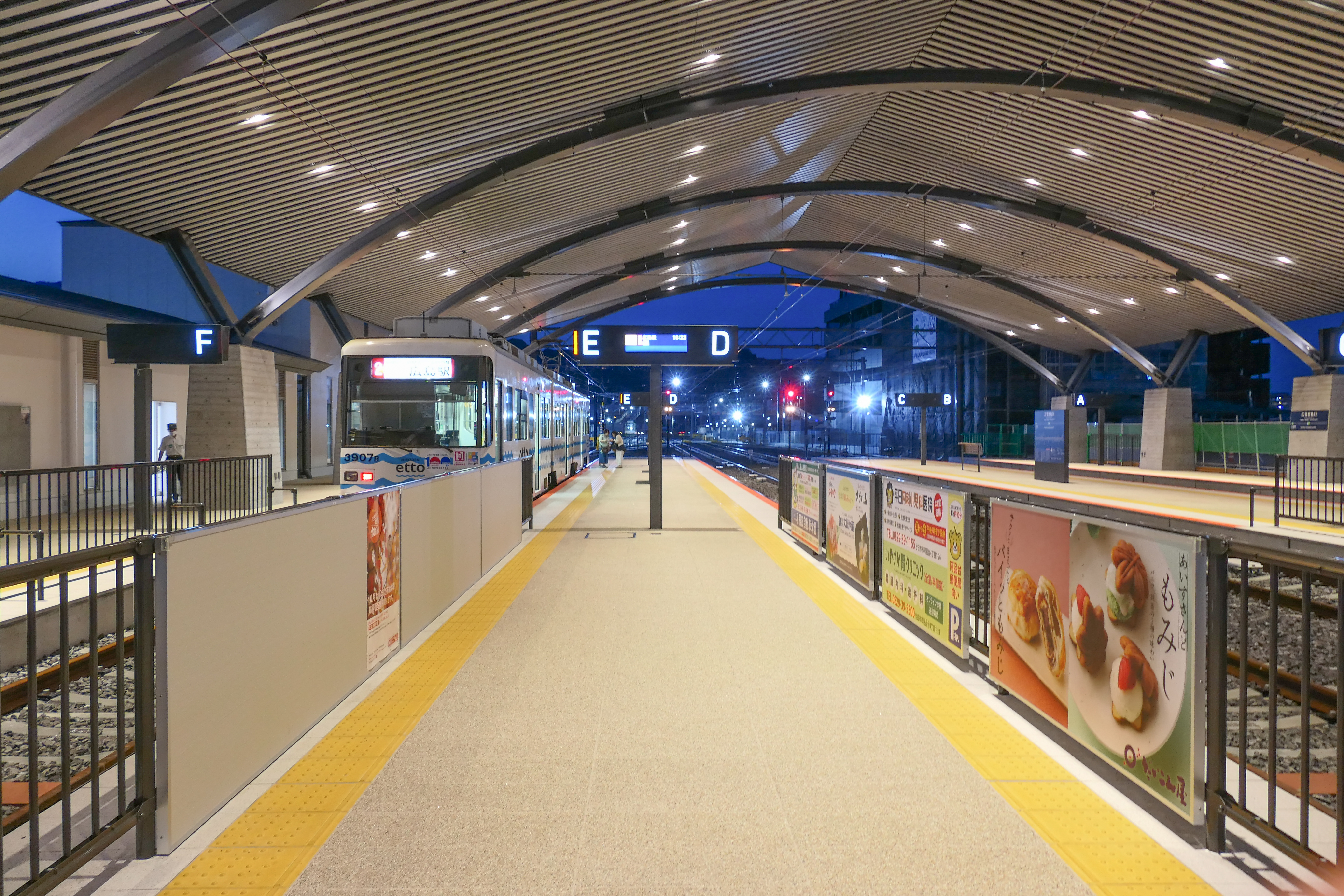
D、E月台
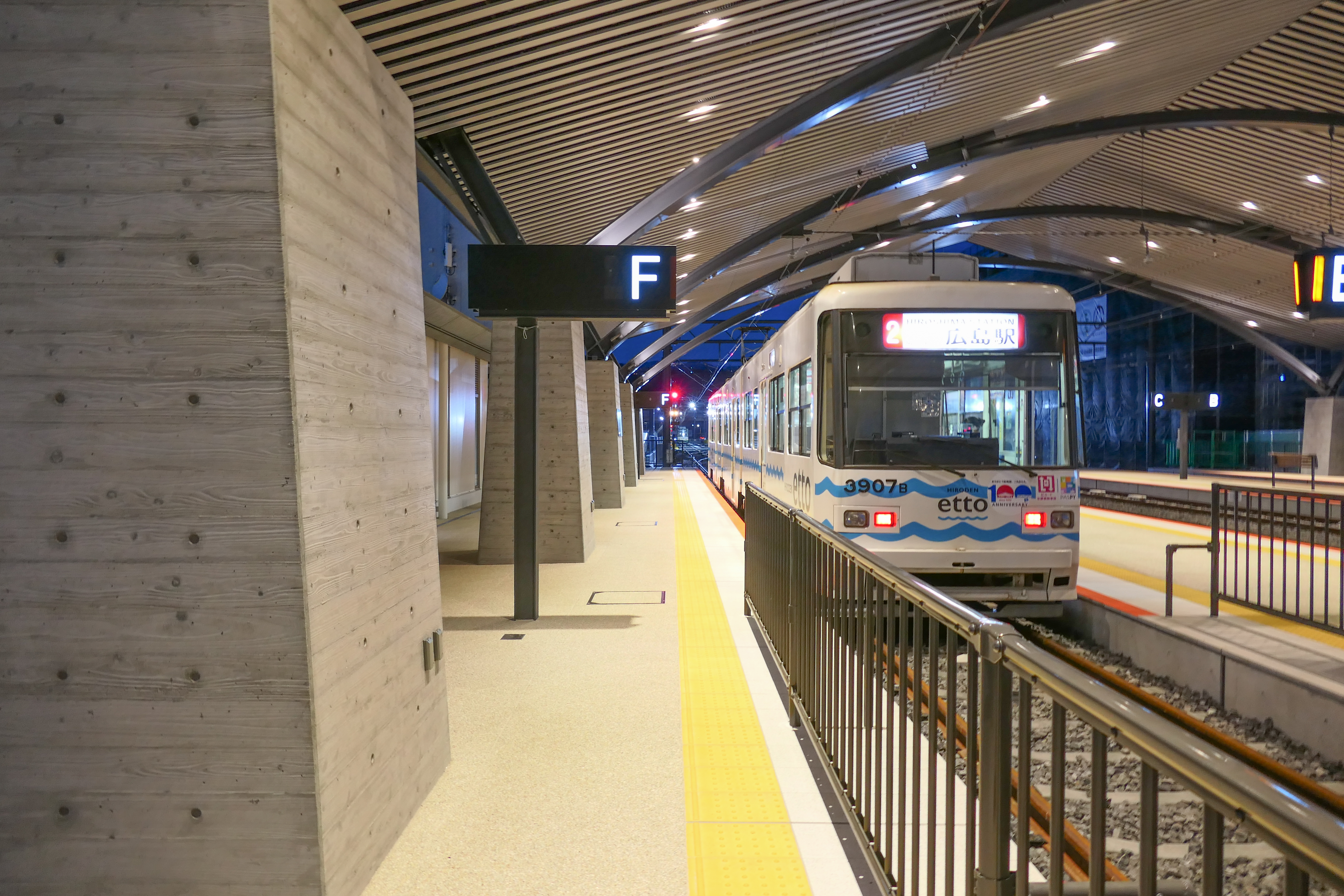
F月台

車站是一座地面車站，設有2面3線的港灣式月台。此站設有留置線，在此站至宮島賽艇場站之間，除了本線路軌線，於海邊另外設有1條側線，靠山邊設有2條側線。這些留置線曾經是車廠（宮島口車廠）的遺址。車廠在1982年（昭和57年）7月曾經被取景，當時拍攝《西部警察 PART-II》的日本全國縱斷取景，在該車廠中拍攝一架750形766號電車被恐怖分子引爆。
從海邊的月台順序為1、2、3號月台。在宮島線還有專用的鐵路車輛時期，3號月台為高地台車輛專用，2號月台為直通至廣島市內軌道線的低地台月台，2、3號月台之間的地面是傾斜。1號月台為1卡編成的電車專用，靠近車站大樓一方為高地台月台，靠近廣電西廣島站一方為低地台月台。在1983年起，曾經有一段時間設有低地台月台的4號月台。
車站內設有自動售票機、商店和廁所。在車站職員當值時段，車站職員會負責收取車費和車票。在1931年車站啟用以來，車站大樓一直使用。隨著廣島舉行1994年亞洲運動會，加上當時車站大樓已經老化，因此車站大樓在1994年7月重建。為了紀念車站重建，廣島電鐵連隨車票發售宮島的名產飯勺新車站月台。
- 舊車站月台

| 月台  | 路線 | 方向                     |
| ----- | ---- | ------------------------ |
| 1 - 3 |      | 五日市、西廣島、廣島方向 |

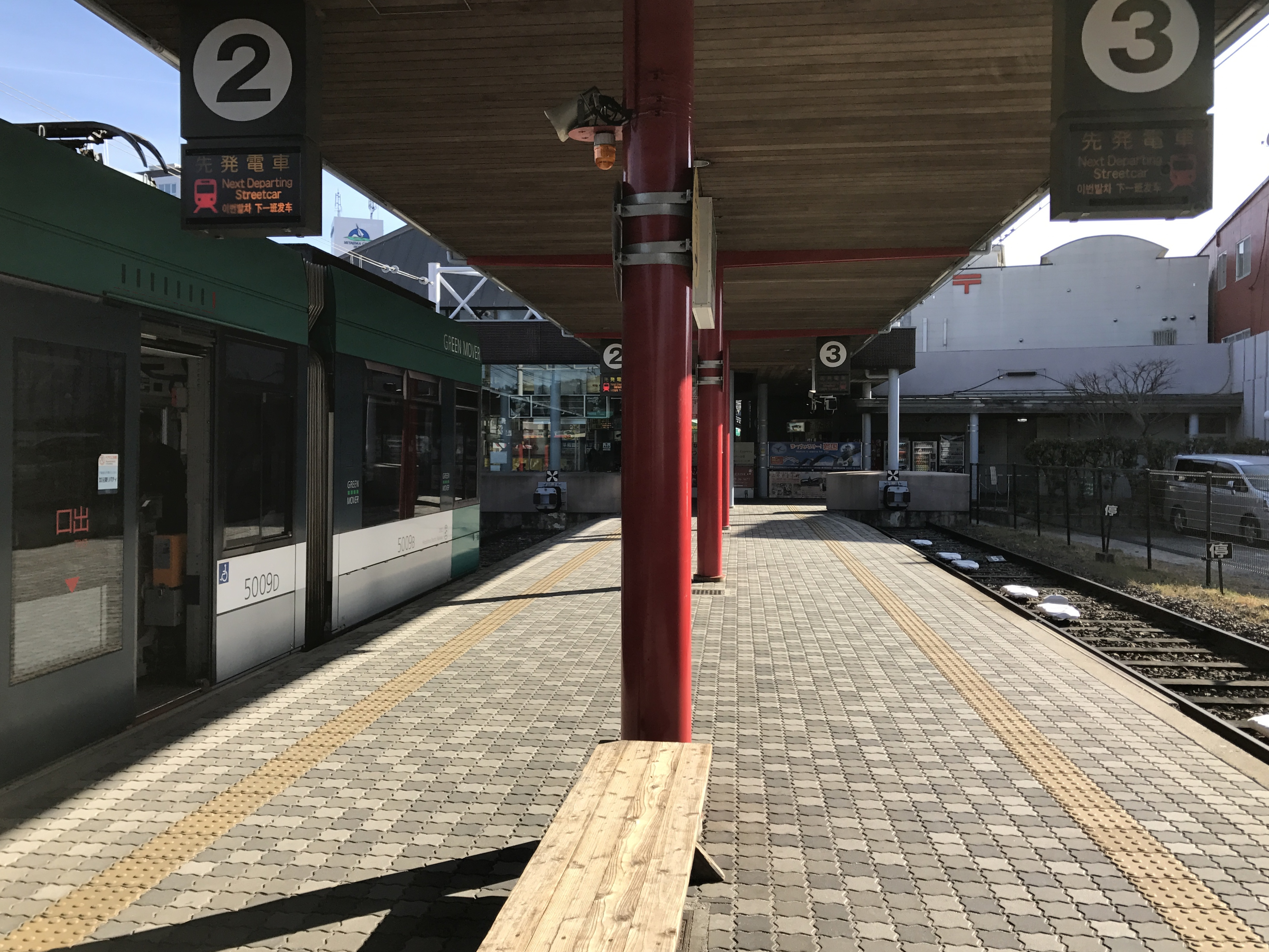
月台
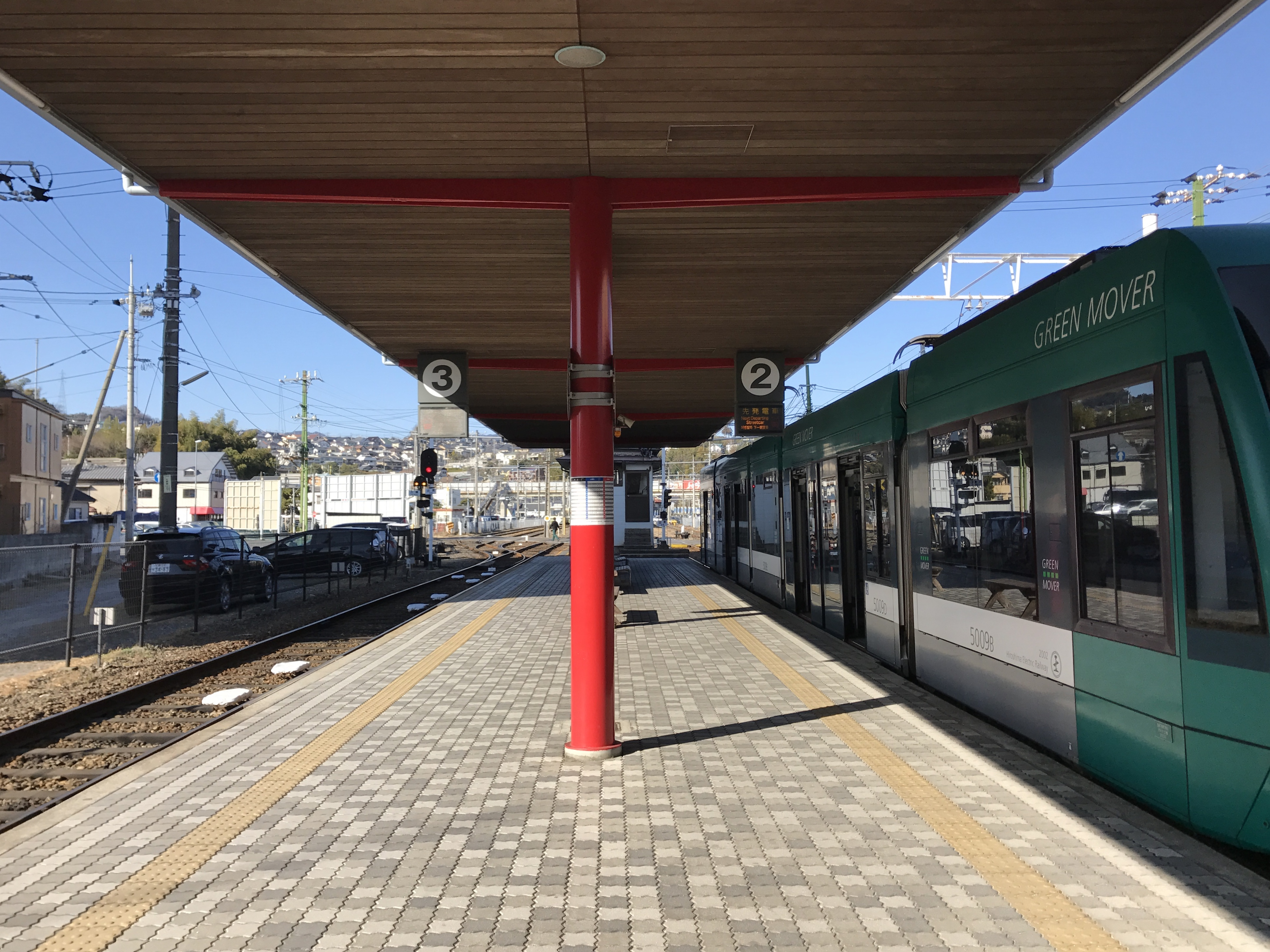
月台
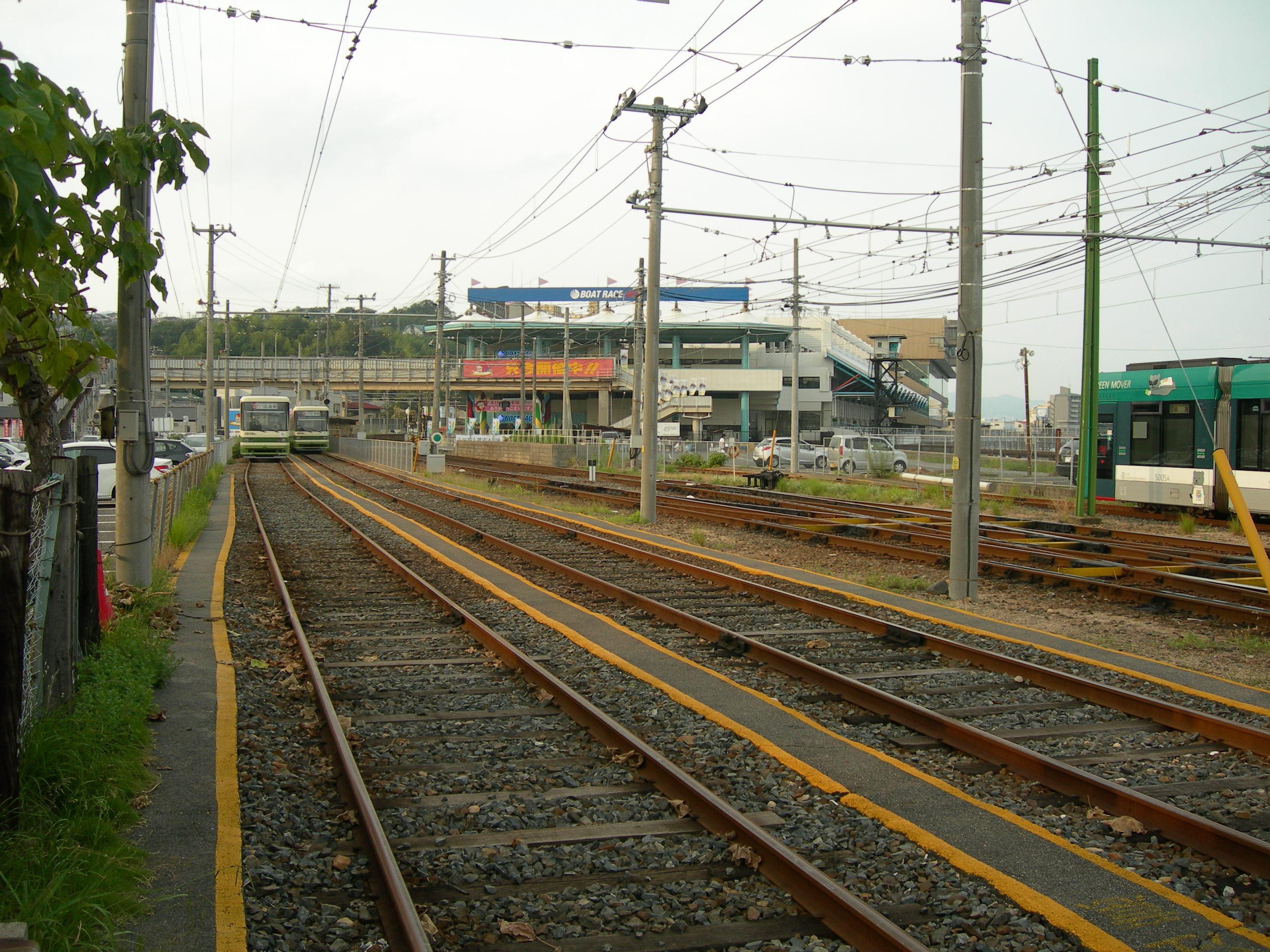
留置線

- 新車站月台

| 月台  | 路線 | 方向                     | 備註      |
| ----- | ---- | ------------------------ | --------- |
| A     |      | 專用下車月台             |           |
| B - E |      | 五日市、西廣島、廣島方向 | B乘車月台 |
| F     |      | (未使用)                 |           |

- A月台(專用下車月台)
- B、C月台
- D、E月台
- F月台

### 未來發展
在2020年2月29日，新宮島口渡輪碼頭啟用。在同年4月2日鄰接碼頭廣電宮島花園的商業設施「etto」啟用。廣電宮島花園的舊商業設施「楓本陣」在2019年12月10日已經關閉，廣島電鐵把該設施拆毀，把遺址用作新廣電宮島口站的車站，並計劃在不用橫過道路的情況下轉乘渡輪。把廣電宮島口站與「楓本陣」遺址之間的道路向車站西邊遷移，並建設多屬停車場。工程在2020年度中動工，預定在2022年度尾完成。

## 使用狀況
根據《廿日市市統計書》，在2018年度1日平均上落車人次（把使用人次總數除以當日的日數）為6,312人。
以下為此站近年上落車人次列表：
| 1日平均上落車人次變化 | 1日平均上落車人次變化 | 1日平均上落車人次變化 |
| 年度                  | 上落車人次            | 參考資料              |
| --------------------- | --------------------- | --------------------- |
| 1998年度              | 5,702                 | [ 使用人次 2 ]        |
| 1999年度              | 4,726                 | [ 使用人次 2 ]        |
| 2000年度              | 5,142                 | [ 使用人次 2 ]        |
| 2001年度              | 4,910                 | [ 使用人次 2 ]        |
| 2002年度              | 4,846                 | [ 使用人次 2 ]        |
| 2003年度              | 4,828                 | [ 使用人次 2 ]        |
| 2004年度              | 4,637                 | [ 使用人次 2 ]        |
| 2005年度              | 4,832                 | [ 使用人次 3 ]        |
| 2006年度              | 4,976                 | [ 使用人次 4 ]        |
| 2007年度              | 5,328                 | [ 使用人次 5 ]        |
| 2008年度              | 5,627                 | [ 使用人次 6 ]        |
| 2009年度              | 5,427                 | [ 使用人次 7 ]        |
| 2010年度              | 4,948                 | [ 使用人次 8 ]        |
| 2011年度              | 5,218                 | [ 使用人次 9 ]        |
| 2012年度              | 5,408                 | [ 使用人次 10 ]       |
| 2013年度              | 5,339                 | [ 使用人次 11 ]       |
| 2014年度              | 5,336                 | [ 使用人次 12 ]       |
| 2015年度              | 5,434                 | [ 使用人次 13 ]       |
| 2016年度              | 5,860                 | [ 使用人次 14 ]       |
| 2017年度              | 6,009                 | [ 使用人次 15 ]       |
| 2018年度              | 6,312                 | [ 使用人次 1 ]        |

## 車站周邊
車站位於廿日市市宮島口地區，車站對出海邊為大野瀨戶（瀨戶內海），對面岸為宮島。在海的另一方靠近山地，海邊與山地之間只有少量平地。車站鄰接西日本旅客鐵道（JR西日本）山陽本線宮島口站、廣島松大汽船宮島口棧橋和JR西日本宮島渡輪宮島渡輪宮島口棧橋，形成宮島玄關口和交通樞鈕。在此站與JR車站之間設有國道2號（宮島街道），靠近海邊設有棧橋。
宮島口地區在1930年（昭和5年）和1963年（昭和38年）2次進行填海工程。曾經車站非常接近海邊，在夏天時期此站附近設有乘涼處。在站前設有廣島縣道43號嚴島公園線和迴旋路（通稱「飯勺迴旋路」）。在迴旋路周邊設有物產店、酒店和旅館。
在車站前設有宮島線的「不會開啟的平交道」。在觀光季節，從國道前往海邊的停車場會有大型巴士前出，加上平交道經常關閉而造成擁塞。因此，廿日市市在2016年發表「宮島口地區大型街道設計規劃」，把車站附近的街道進行整頓，解決擁塞問題。在這個規劃中，計劃把車站與走線遷移至「廣電花園」中。

## 巴士路線
- 大之心巴士（日语：おおのハートバス）
  - 下行　前往公民館、前往大野廳舍前、前往Sunland車廠
  - 上行　前往廣電阿品站

## 相鄰車站
廣島電鐵
■宮島線
廣電阿品（M38）－（臨）宮島賽艇場－廣電宮島口（M39）

## 注腳

### 使用狀況
1. 1 2  《廿日市市統計書》2020年版
2. 1 2 3 4 5 6 7  《廿日市市統計書》2006年版
3. ↑  《廿日市市統計書》2007年版
4. ↑  《廿日市市統計書》2008年版
5. ↑  《廿日市市統計書》2009年版
6. ↑  《廿日市市統計書》2010年版
7. ↑  《廿日市市統計書》2011年版
8. ↑  《廿日市市統計書》2012年版
9. ↑  《廿日市市統計書》2013年版
10. ↑  《廿日市市統計書》2014年版
11. ↑  《廿日市市統計書》2015年版
12. ↑  《廿日市市統計書》2016年版
13. ↑  《廿日市市統計書》2017年版
14. ↑  《廿日市市統計書》2018年版
15. ↑  《廿日市市統計書》2019年版

## 外部連結
- 廣電宮島口 | 電車情報：電停指南 （页面存档备份，存于）（日語） - 廣島電鐵